# Anita Guerrini
Pour les articles homonymes, voir Guerrini.
Anita Guerrini est une historienne des sciences née en 1953.

## Carrière
Elle est professeure Horning d'Humanités et professeure d'histoire à la School of History, Philosophy, and Religion de l'Université d'État de l'Oregon (OSU).

## Travaux
Elle s'est intéressée à plusieurs scientifiques britanniques : l'astronome James Douglas (1702–1768), le médecin George Cheyne (en) (1672–1743), ainsi qu'aux broadside ballads.

### The Courtiers’ Anatomists: Animals and Humans in Louis XIV’s Paris

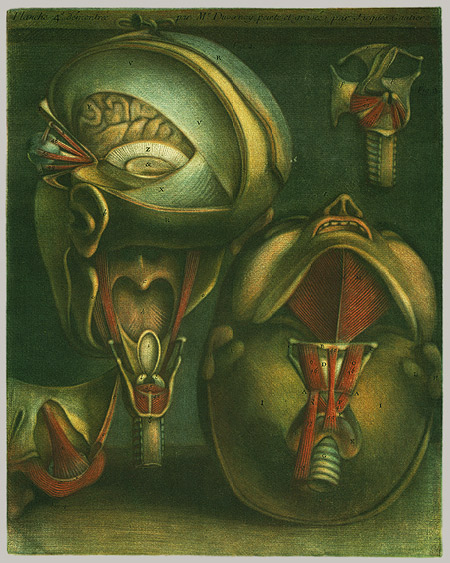
Planche montrant les muscles de la tête, par Jacques Gautier d'Argoty, parue en 1747 dans la Myologie complette en couleur et grandeur naturelle avec des textes de Joseph-Guichard Du Verney.

Elle reçoit le prix Pfizer en 2018 pour son livre The Courtiers’ Anatomists: Animals and Humans in Louis XIV’s Paris (The University of Chicago Press, 2015). Dans cet ouvrage, elle s'intéresse aux cadavres et aux animaux vivants dans le Paris de Louis XIV, et aux liens surprenants entre les deux. En examinant la manière de pratiquer l'anatomie au XVIIe siècle, Anita Guerrini révèle comment la dissection animale et la vivisection ont connecté l'anatomie et l'histoire naturelle.
Les scientifiques parisiens, mus par une curiosité insatiable, ont disséqué des centaines d'animaux provenant des ménageries royales de Vincennes et de Versailles et des rues de Paris, avec le soutien du roi. Elle raconte pour la première fois l'histoire de Joseph-Guichard Duverney réalisant des dissections de corps d'animaux ou d'humains à Versailles devant le roi et des centaines de spectateurs. Claude Perrault de son côté à l'Académie des Sciences, et avec l'aide des dissections de Duverney, édite deux recueils dans les années 1670 comportant des illustrations d'animaux exotiques réalisées par des artistes de la Cour.
Parmi les autres « anatomistes de la Cour » figurent également Marin Cureau de la Chambre, Jean Pecquet ou encore Louis Gayant. Guerrini explore dans ce livre les relations entre empirisme et théorie, entre l'humain et l'animal, ainsi que les origines du Museum d'histoire naturelle et les relations entre les sciences et d'autres activités culturelles, telles que l'art, la musique et la littérature.
La couverture montre un lion gravé Sébastien Leclerc et dont le regard est tourné vers le lecteur, un paysage naturel et une dissection de patte de lion, les trois images étant mêlées. Selon Kathryn A. Hoffmann « L'illustration exprime visuellement ce qui est au cœur du livre d'Anita Guerrini : une manière de voir l'histoire anatomique qui sous-tend les relations entre la dissection des animaux, la construction de l'histoire naturelle et de ses images, la présentation des collections royales, les pratiquees du savoir, et les passe-temps des courtisans et des parisiens. ».
Selon Pascal Duris de l'université de Bordeaux : « Cette étude sera désormais indispensable à qui veut connaître non seulement l’état des savoirs et la teneur des débats dans les sciences de la vie à l’âge classique, mais aussi leur place et leur fonction à la cour de Louis XIV ».

## Publications
- Animals and Obesity and Depression in the Enlightenment: The Life and Times of George Cheyne
- (en) Anita Guerrini, Experimenting with Humans and Animals : From Galen to Animal Rights, Baltimore, Johns Hopkins, 2003, 165 p. (ISBN 978-0-8018-7196-2, BNF 38993754), p. 98–104
- Anita Guerrini, « "The Bonds of History": A Festschrift for Mary Jo Nye », History of Science Society Newsletter,‎ 2015 (lire en ligne, consulté le 30 avril 2015)
- (en) « Douglas, James, fourteenth earl of Morton (1702–1768) », Oxford Dictionary of National Biography,‎ 2004 (lire en ligne)
- (en) ed. Patricia Fumerton, Anita Guerrini, et Kris McAbee, Ballads and Broadsides in Britain, 1500-1800, Burlington, Vermont, Ashgate Publishing Company, 2010
- (en) « The Story of the Campbells: From Montecito to Goleta and Back », Montecito Magazine,‎ printemps-été 2010
- (en) « James Keill, George Cheyne, and Newtonian Physiology, 1690-1740 », Journal of the History of Biology, no 18,‎ 1985, p. 254